# 1908 في إيطاليا
فيما يلي قوائم الأحداث التي وقعت خلال عام 1908 في إيطاليا.

## أحداث
- 28 ديسمبر – زلزال مسينا

## رياضة
- 1 يناير – دوري الفئة الأولى الإيطالي 1908

## مواليد

### يناير
- 23 يناير – ماريا نلينو مستعربة إيطالية.

### فبراير
- 6 فبراير – أمنتوري فانفاني دبلوماسي إيطالي.

### مارس
- 7 مارس – آنا ماغناني ممثلة إيطالية.
- 9 مارس – فرانشيسكو كاموسو درّاج طريق إيطالي.

### أبريل
- 22 أبريل – جوسيبي بونيزوني لاعب كرة قدم إيطالي.

### مايو
- 17 مايو – أنطونيو بسنتي درّاج طريق إيطالي.

### يوليو
- 6 يوليو – رافاييل دي باكو درّاج طريق إيطالي.
- 19 يوليو – فرديناند بروهين لاعب كرة قدم سويسري.

### سبتمبر
- 5 سبتمبر – إدواردو أمالدي فيزيائي إيطالي.
- 9 سبتمبر – تشيزاري بافيزي شاعر إيطالي.

### أكتوبر
- 24 أكتوبر – إبراهيم بوخاردت

### نوفمبر
- 1 نوفمبر – جورجيو كاربي لاعب كرة قدم إيطالي.
- 3 نوفمبر – جيوفاني ليوني

## وفيات

### يناير
- 17 يناير – فرديناندو الرابع دوق توسكانا الأكبر (مواليد 1835)

### مارس
- 11 مارس – إدموندو دي اميجي (مواليد 1846) كاتب إيطالي.

### أغسطس
- 7 أغسطس – أنتونيو ستارابا (مواليد 1839)